# Albert Hesse (Wirtschaftswissenschaftler)

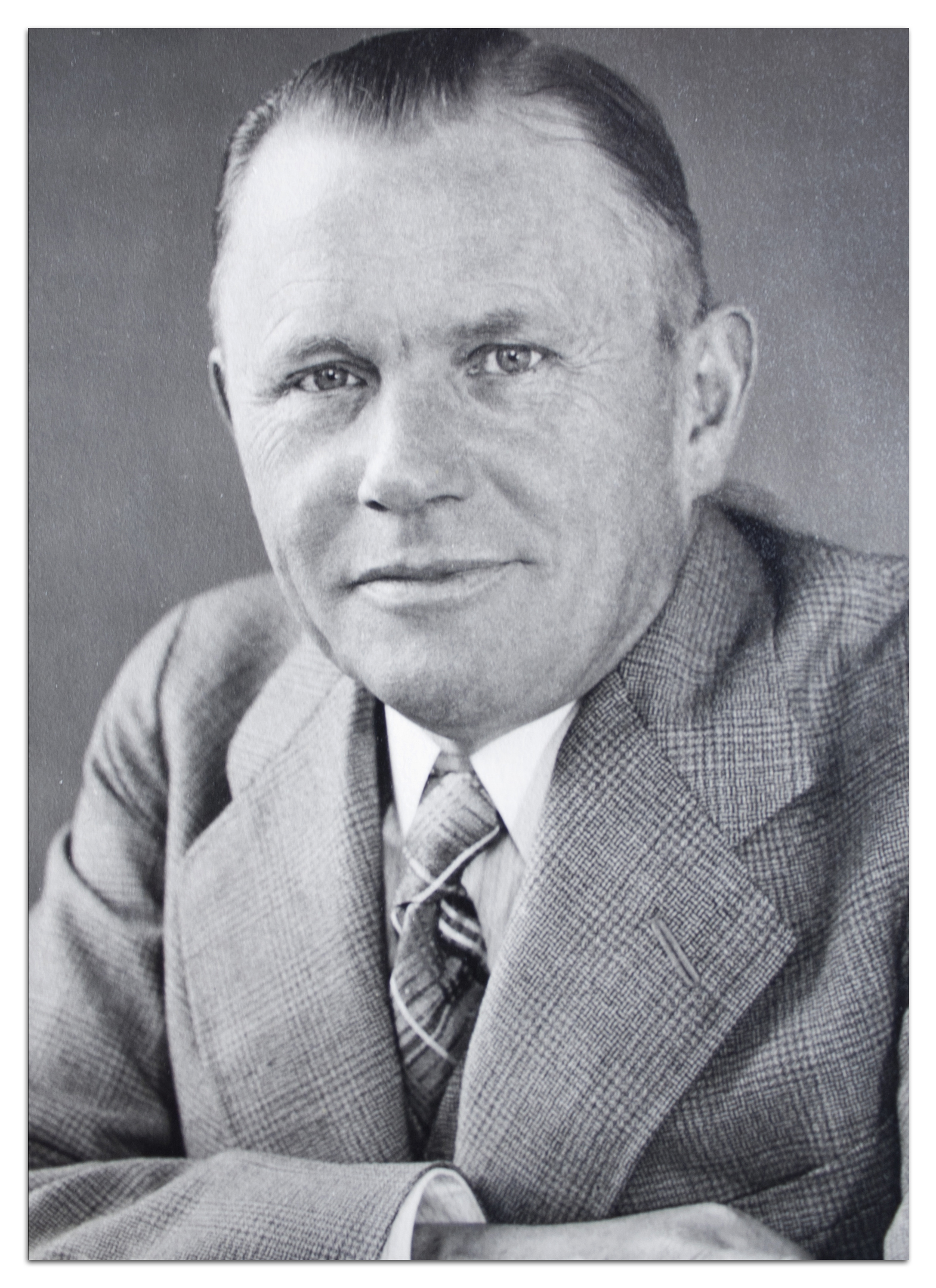
Porträt Albert Hesse, ca. 1930

Albert Hesse (* 4. Oktober 1876 in Bleicherode; † 31. Juli 1965 in Freiburg im Breisgau) war ein deutscher Nationalökonom.

## Leben

### Herkunft und Schule
Albert Hesse stammte aus einfachen Verhältnissen. Sein Vater August Günther Hermann Hesse, 1842–1926, gab nach einer Verwundung im Deutschen Krieg das Tischlerhandwerk auf und wurde Beamter in Bleicherode am Südharz. Albert Hesse besuchte die einklassige Volksschule in Dingelstedt im Eichsfeld, später die Lateinische Hauptschule der Franckeschen Stiftungen in Halle, wo er das Abitur ablegte.

### Studium
Im Jahr 1896 begann Albert Hesse an der Universität Halle parallel zu seinem Studium der Rechtswissenschaften auch das Studium der Nationalökonomie. Einen tiefgreifenden Einfluss auf seine gesamte Entwicklung hat der Nationalökonom Johannes Conrad ausgeübt. Ebenfalls großen Einfluss hatten weitere akademische Lehrer, insbesondere der Rechtswissenschaftler Rudolf Stammler, der Ökonom Karl Diehl und der Philosoph Alois Riehl. Die akademischen Abschlussarbeiten zeigen bereits die bemerkenswerte Weite der geistigen Interessen, die Albert Hesse im Laufe seiner akademischen Laufbahn verfolgte: Die Juristische Dissertation auf Grundlage der Referendararbeit (1900), die Philosophische Dissertation über Herbert Spencer (1901) und die Habilitation zur Bedeutung der Deszendenztheorie (1904).
Schon während des Studiums arbeitete Albert Hesse an Conrads „Grundrissen“ (Leitfaden zum Studium der Volkswirtschaftspolitik) mit und übernahm später nach dessen Tod die Bearbeitung vollständig. 1934 adaptierte und erweiterte er sie zum vierbändigen „Grundriß der Politischen Ökonomie“, der bis an das Ende seiner akademischen Karriere in immer neuen Auflagen und ab 1949 als „Lehrbuch der Nationalökonomie“ erschien.

### Die Zeit des Ersten Weltkriegs
Albert Hesse diente im Ersten Weltkrieg als Kompanieoffizier im 3. Reserve-Infanterie-Regiment, das zur 1. Reserve-Division gehörte. Am 17. November 1914 wurde er im Rahmen der Schlacht um Łódź schwer verwundet und überlebte nur knapp. Nach Lazarett und der anschließenden Rekonvaleszenz im Genesungsheim Bad Sachsa wurde Albert Hesse 1915 von Adolf Tortilowicz von Batocki-Friebe zur Mitwirkung am wirtschaftlichen Wiederaufbau der Provinz Ostpreußen herangezogen. Mit Hilfe eines großen Mitarbeiterstabes wurden 6 Bände über die Grundlagen des Wirtschaftslebens in Ostpreußen herausgegeben. [Albert Hesse, u. a. 1916] Gleichsinnig wurde im Frühjahr 1916 das „Institut für ostdeutsche Wirtschaft“ gegründet, mit je einer Abteilung für Agrarpolitik, für Gewerbe, Handel und Verkehr, für Landwirtschaft, für Betriebswirtschaft und für Wirtschaftsgeschichte. Im weiteren Verlauf des Krieges wurde vom Stellvertretenden Generalkommando in Königsberg ein Wirtschaftsreferat geschaffen, dessen Leitung Albert Hesse übertragen wurde. Er kommentierte in seinen Memoiren (1951 S. 46): „So trat nun auch das Institut in den Dienst der Heeresverwaltung.“

### Akademische Karriere
- Im Oktober 1903 erhielt Albert Hesse die venia legendi für Staatswissenschaften und Statistik von der philosophischen Fakultät der Universität Halle
- 1906 wurde er gleichzeitig Direktor des Statischen Amtes Halle
- Im April 1908 wurde er zum außerordentlichen Professor der philosophischen Fakultät der Universität Halle ernannt.
- Im Oktober 1908 übernahm er in Königsberg die Professur seines Lehrers Diehl
- Im Frühjahr 1921 wurde ihm eine Professur für wirtschaftliche Staatswissenschaften in der rechts- und staatswissenschaftlichen Fakultät der Universität Breslau übertragen, wo er bis zum Januar 1945 blieb.
- Im Februar 1945 übernahm Albert Hesse die Vertretung einer Professur an der Universität Halle.
- Im Frühjahr 1947 folgte er einem Ruf an die neuerrichtete Hochschule für Verwaltungswissenschaften in Speyer bis zu seiner Emeritierung im Jahr 1951, wo er bis 1958 seine Lehrveranstaltungen noch fortsetzte.

### Kinder
Albert Hesse war der Vater des Rechtswissenschaftlers Konrad Hesse.

## Schriften
- Der Schutz des Mieters gegen Dritte nach deutschem bürgerlichen Recht. Jur. Diss. Halle. 1900
- Der Begriff der Gesellschaft in Spencer’s Soziologie [zugleich Phil. Diss. Halle. 1901] Jahrbücher für Nationalökonomie und Statistik 3.F. 21 Bd. 1901
- Natur und Gesellschaft. Eine kritische Untersuchung der Bedeutung der Deszendenztheorie für das soziale Leben [zugleich Phil. Habil. Schrift, Halle 1903] Jena. 1904
- Albert Hesse, J. Hansen und F. Werner im amtlichen Auftrage herausgegeben. Grundlagen des Wirtschaftslebens von Ostpreußen. Denkschrift zum Wiederaufbau der Provinz. Jena 1916
- Leitfaden zum Studium der Volkswirtschaftspolitik. Begründet von J.Conrad, Jena: Allgemeine Volkswirtschaftslehre, 7. Aufl. 1917 bis 15. Aufl. 1929 und Volkswirtschaftspolitik 6. Aufl. 1916 bis 10. Aufl. 1929
- Grundriss der politischen Ökonomie, Jena. Band 1 bis 4. jeweils verschiedene Auflagen 1934–1943
- Lehrbuch der Nationalökonomie. 4. Aufl. (des Grundriss der politischen Ökonomie). Offenburg 1949–1950